# 箕曲村
箕曲村（みのわむら）は三重県名賀郡にあった村。現在の名張市中心部の南方一帯、青蓮寺川の流域にあたる。

## 地理
- 河川：名張川、青蓮寺川

## 歴史

### 箕曲村（第1次）
- 1889年（明治22年）4月1日 - 町村制の施行により、夏見村・中村・瀬古口村・青蓮寺村・中知山村の区域をもって名張郡箕曲村（第1次）が発足。
- 1896年（明治29年）4月1日 - 所属郡が名賀郡に変更。
- 1942年（昭和17年）5月5日 - 名張町に編入。同日箕曲村（第1次）廃止。

### 箕曲村（第2次）
- 1949年（昭和24年）8月1日 - 名張町の一部（大字夏見・中村・瀬古口・青蓮寺・中知山）が分立して箕曲村（第2次）が発足。
- 1954年（昭和29年）3月31日 - 名張町・滝川村・国津村と合併して名張市が発足。同日箕曲村（第2次）廃止。

## 交通

### 鉄道路線
旧村域を関西急行鉄道（現・近畿日本鉄道）の大阪線が通過したが、駅は所在しなかった。

## 名所・旧跡・観光スポット・祭事・催事
- 香落渓